# Tungovník molucký
Tungovník molucký (Aleurites moluccanus), někdy nazývaný též moukeš molucký, je velký stálezelený strom z čeledi pryšcovité (Euphorbiaceae), dosahující výšky až 20 m. 

## Popis
Borka je tmavě šedá.
Listy jsou vejčitě srdčité s dlouhými řapíky, dílem nedělené, dílem mělce trojlaločné, na rubu jakoby pomoučené. 
Květenství tvoří bohaté řídké laty sestávající z drobných, jednodomých květů.
Plodem je kulovitá dvoupouzdrá tobolka obsahující v každém pouzdře jedno podlouhlé semeno veliké jako kaštan.

## Areál rozšíření
Tungovník molucký je široce rozšířen v tropické Asii, Austrálii a Tichomoří od Indie a jižní Číny přes Indočínu a jihovýchodní Asii po australský Queensland, Nový Zéland a Polynésii. Roste ve vlhkých tropech i v oblastech s periodickým obdobím sucha, v nadmořských výškách až do 1000 metrů.

## Použití
Dřevo slouží např. k výrobě čajových beden nebo kánoí, jako stavební materiál se však nepoužívá. 
Semena tungovníku moluckého obsahují asi 60 % nejedlého, polovysýchavého oleje, který je používán jako palivo, lubrikant a k výrobě laků, barev a mýdel aj. Domorodci z olejnatých semen vyrábějí louče ke svícení. Latex se používá jako žvýkací guma a jako lepidlo. 
Semena tungovníku slouží v malajské a indonéské kuchyni jako koření při přípravě omáček k rýži a zelenině. Po důkladném usušení či upražení jsou jedlá. Tvoří také jednu ze složek tradičního havajského pokrmu poke.
Strom je pěstován na plantážích, většina získaného oleje se však spotřebuje v zemi původu a pouze menší díl jde na export. Jeden strom vyprodukuje ročně asi 30 až 80 kg plodů.